# Traité d'Union (1706)
Pour les articles homonymes, voir Traité d'Union.
Union des Couronnes en 1603 Actes d'Union de 1800

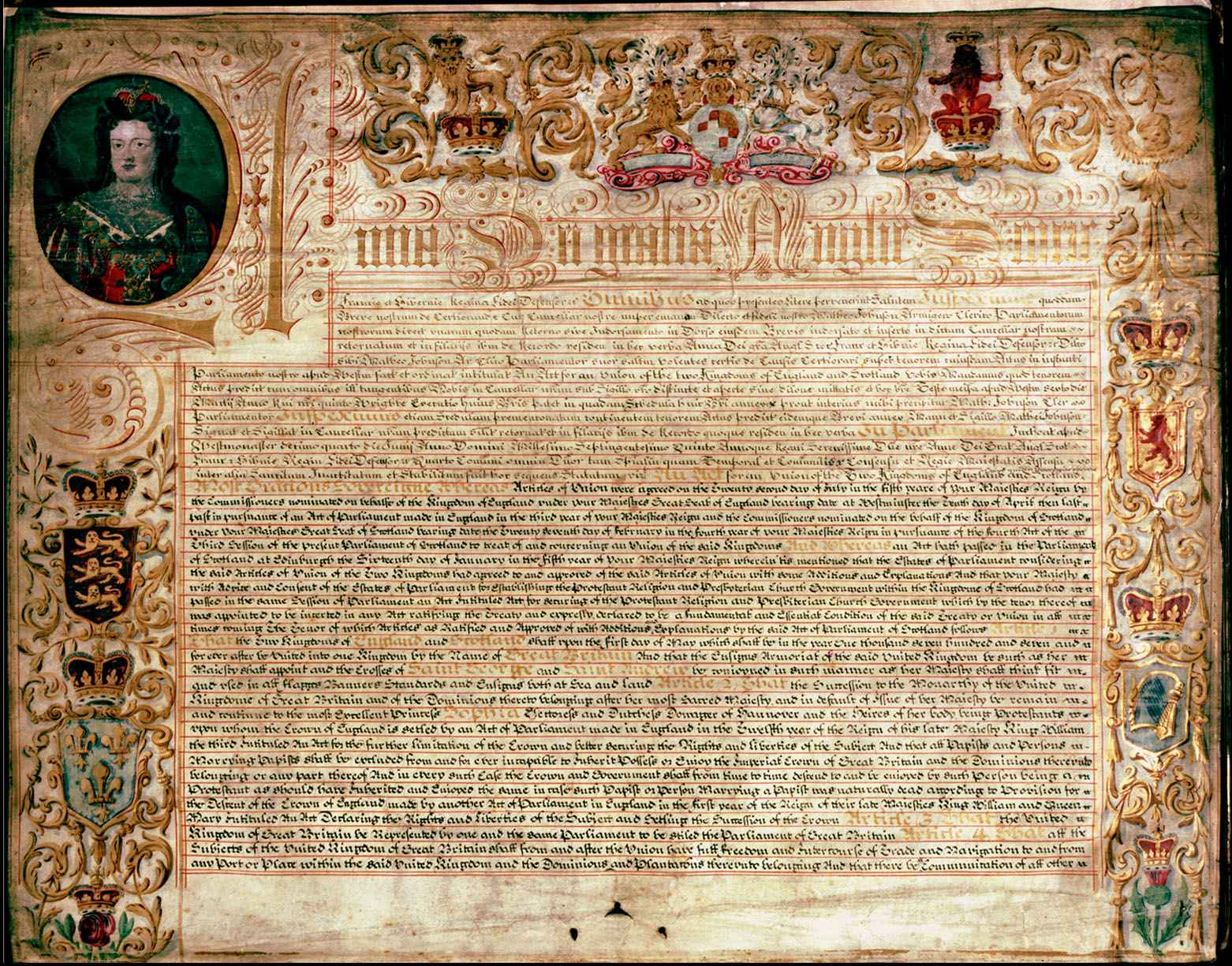
Le traité d'Union en gaélique écossais.

Le traité d'Union (en anglais : Treaty of Union) est un traité signé entre le royaume d'Angleterre (incluant le pays de Galles) et le royaume d'Écosse qui unifie les deux États en un unique royaume de Grande-Bretagne à partir de 1707.
Le traité est signé le 22 juillet 1706 et ratifié par les deux Actes d'Union promulgués respectivement par le Parlement d'Angleterre et le Parlement d'Écosse. Il entre en vigueur le 1er mai 1707.
Le traité d'Union et les actes d'Union de 1707 seront suivis en 1800 par les Actes d'Union du royaume de Grande-Bretagne et du royaume d'Irlande qui créent le Royaume-Uni de Grande-Bretagne et d'Irlande à partir du 1er janvier 1801.